# Front chaud
Pour les articles homonymes, voir front (météorologie).
Un front chaud est une limite entre deux masses d'air, de façon telle que l'air chaud étant situé à l'arrière de la limite, remplace l'air froid. Contrairement au front froid, le passage entre les deux masses d'air s'effectue sur une longue distance et il est parfois difficile de noter avec précision le moment de son passage.

## Description

Le modèle des ceintures d’écoulement.

La limite entre les deux masses d'air (air chaud et air froid), appelée surface frontale, est une zone souvent météorologiquement active à laquelle sont associés nuages et précipitations. Le soulèvement de l'air chaud au-dessus de l'air froid antérieur n'est pas dû à la différence de densité des masses d'air en présence, mais à des forçages issus des basses couches (convergence ou cisaillement du vent par exemple), et/ou des interactions avec des éléments de haute altitude, voisins de la tropopause,.
On peut diviser le front chaud en deux sections : anabatique et catabatique. Le front anabatique est la portion du front chaud où la ceinture d'écoulement chaude (flèche rouge) provenant du secteur chaud monte sur l'air froid près du front froid tout en tournant vers la dépression. La portion catabatique est celle où l'air chaud monte tout en tournant en direction opposée à la dépression et où les nuages sont de moins en moins épais en s'éloignant de celle-ci.

## Temps associé

Mouvement de l'air et types de nuages.

Les changements reliés au front chaud sont habituellement moins brusques que ceux associés au front froid. Il se caractérise par l'étendue de son système de nuages et de précipitations, soit de plusieurs milliers de kilomètres carrés. L'approche d'un tel front est marquée par un envahissement de nuages élevés du type cirrus dont l'épaisseur augmente graduellement et se transforment en altostratus. Par la suite le nuage devient du type nimbostratus et donne des précipitations continues.
Il est plus rare que des nuages de type cumulonimbus (ou altocumulonimbus) engendrés par forçage se retrouvent le long de ce type de front par instabilité symétrique conditionnelle. Toutefois, lorsqu'un front froid, donc masse d'air instable, se bloque en surface mais continue en altitude au-dessus du front chaud, la portion anabatique du front chaud peut devenir partiellement instable et être à l'origine de précipitations abondantes ayant souvent un caractère orageux,,. Ce phénomène est relativement courant dans le Sud des États-Unis à l'avant et après son passage, donnant une différence de température plus grande dans le secteur chaud.
En hiver, alors que la température est sous le point de congélation, il y a souvent une succession de neige, de pluie verglaçante ou de grésil et de pluie ; alors qu'en été ce sera seulement de la pluie. Dans tous les cas, la visibilité diminuera fortement, de la brume ou du brouillard pourra accompagner les précipitations et les accumulations pourront être importantes. Le mélange de précipitations en altitude ou au sol donne des conditions de givrage importantes.

### Secteur chaud
Une fois le front chaud passé, on entre dans le secteur chaud, la zone d'air doux entre les fronts chauds et froids dans une dépression frontale. Les vents tourneront de façon horaire lors du passage du front chaud (ex. du secteur est dans l'air froid au sud-ouest dans l'air chaud) dans l'hémisphère nord et inversement dans celui du sud. Les températures y sont plus chaudes qu'à l'avant du front chaud ou qu'à l'arrière du front froid. Le point de rosée est également plus élevé et les vents sont assez stables. Les nuages peuvent y être de types divers mais se composent généralement de stratocumulus. Ces nuages deviennent de plus en plus épars en s'éloignant du centre de la dépression et des fronts.
En été, dans les zones dégagées du secteur chaud, des orages de masse d'air peuvent se développer à cause du réchauffement diurne.